# Міхіль Гаусман
Міхіль Гаусман (нід. Michiel Huisman МФА: [mɪˈxil ˈɦœysmɑn]; нар. 18 липня 1981, Амстелвен, Північна Голландія) — нідерландський актор і співак.

## Життєпис
Міхіль Гаусман народився 18 липня 1981 року в Амстелвені. Міхіль розпочав свій творчий шлях граючи другорядну роль у серіалі «Гарні часи, погані часи» (1998). Після дебюту актор почав грати у популярних телесеріалах і брати участь у кінематографічних проектах. Гаусман також був гітаристом та солістом гурту «Fontane» (гурт випустив сингли «1+1=2» (2001), «Slapeloos» (2002), «Neem Me Mee» (2003)). Після розпаду гурту Міхіль Гаусман став сольним співаком.

## Фільмографія
| Рік       |   | Назва українською                                                    | Назва мовою оригіналу                             | Роль           | Примітки     |
| --------- | - | -------------------------------------------------------------------- | ------------------------------------------------- | -------------- | ------------ |
| 1999—2002 | с | Spangen                                                              | Spangen                                           | Пелле          | 4 епізоди    |
| 2001      | с | Коста!                                                               | Costa!                                            | Барт           | 10 епізодів  |
| 2006      | ф | Чорна книга                                                          | Black Book                                        | Роб            |              |
| 2013      | ф | Всесвітня війна Z                                                    | World War Z                                       | Елліс          |              |
| 2014      | ф | Дика                                                                 | Wild                                              | Джонатан       |              |
| 2014—2016 | с | Гра престолів                                                        | Game of Thrones                                   | Дааріо Нахаріс | 18 епізодів  |
| 2015      | ф | Вік Адалін                                                           | The Age of Adaline                                | Елліс Джонс    |              |
| 2017      | ф | 2:22                                                                 | 2:22                                              | Ділан Бренсон  |              |
| 2018      | с | Привиди будинку на пагорбі                                           | The Haunting of Hill House                        | Стівен Крейн   | головна роль |
| 2018      | с | Таємний клуб Гернсі любителів книг і пирогів з картопляного лушпиння | The Guernsey Literary and Potato Peel Pie Society | Доусі Адамс    |              |
| 2019      | ф | Інший Агнець                                                         | The Other Lamb                                    | Пастух         |              |
| 2020      | с | Бортпровідниця                                                       | The Flight Attendant                              | Алекс Соколов  | основна роль |
| 2021      | ф | Кейт                                                                 | Kate                                              |                |              |
| 2021      | ф | Хлопчик на ім'я Різдво                                               | A Boy Called Christmas                            | Джоел          |              |
| 2023      | ф | Бунтівний місяць. Частина 1: Дитя вогню                              | Rebel Moon                                        | Ґаннар         |              |
| 2024      | ф | Бунтівний місяць. Частина 2: Та, що лишає шрами                      | Rebel Moon – Part Two: The Scargiver              | Ґаннар         |              |